# Epitausa obliterans
Epitausa obliterans là một loài bướm đêm trong họ Erebidae.